# Micrurus browni
Espèce
Synonymes
- Micrurus nuchalis taylori Schmidt & Smith, 1943

Statut de conservation UICN

 LC  : Préoccupation mineure
Micrurus browni est une espèce de serpents de la famille des Elapidae.

## Répartition
Cette espèce se rencontre au Guatemala, au Honduras et au Mexique dans les États du Quintana Roo et du Guerrero.

## Description
L'holotype de Micrurus browni, un mâle adulte, mesure 689 mm dont 97 mm pour la queue.

## Liste des sous-espèces
Selon The Reptile Database (8 septembre 2011) :
- Micrurus browni browni Schmidt & Smith, 1943
- Micrurus browni importunus Roze, 1967
- Micrurus browni taylori Schmidt & Smith, 1943

## Étymologie
Son nom d'espèce lui a été donné en l'honneur de W. W. Brown qui a collecté l'holotype.

## Publications originales
- Roze, 1967 : A check list of the New World venomous coral snakes (Elapidae), with descriptions of new forms. American Museum Novitates, no 2287, p. 1-60 (texte intégral).
- Schmidt & Smith, 1943 : Notes on coral snakes from México. Zoological Series of Field Museum of Natural History, vol. 29, no 2, p. 25-31 (texte intégral).